# 珍尼特岩
珍尼特岩（英語：Janet Rock），是南極洲的岩石，位於阿黛利地，處於利奧塔爾冰川西北面14公里，由美國海軍拍攝空中照片，現時由南極條約體系管理。